# VAX Macro
VAX Macro je jazyk symbolických adres (JSA) a assembler vyvinutý firmou Digital Equipment Corporation v roce 1977 pro programování počítačů s procesory VAX-11 v operačním systému VAX-11/VMS.
Přestože jazyk symbolických adres je obvykle závislý na architektuře a instrukční sadě procesoru, při přenosu systému VMS na procesory Alpha AXP a později na Intel Itanium byly vytvořeny překladače označované jmény VMS Macro, Macro-64 a později OpenVMS Macro, které umožňují používat jazyk VAX Macro i pro programování počítačů s těmito procesory. Uvedené názvy se přenesly i na původní JSA.

## Vývoj jazyka
Jazyk VAX Macro nazývaný také Macro-32 byl navržen pro 32bitové procesory VAX-11 a operační systém VAX-11/VMS. Syntaxe, direktivy, makrojazyk, a operátory pro lexikální substituce jazyka VAX Macro byly převzaty z jazyka symbolických adres Macro-11 pro 16bitové počítače řady PDP-11; strojové instrukce však byly nahrazeny nativními instrukcemi procesoru VAX-11. K operačnímu systému VAX-11/VMS byl dodáván assembler, který překládá zdrojové soubory v jazyce VAX Macro na cílové soubory, a linker, který cílové soubory vytvořené VAX Macro i jinými programovacími jazyky spojuje a vytváří z nich spustitelné binární programy pro VAX-11/VMS.
S příchodem 64bitových mikroprocesorů Alpha AXP v roce 1992 byl původní assembler nahrazen překladačem, jehož vstupem jsou stále programy obsahující strojové instrukce pro VAX-11, ale vytváří kód pro procesor Alpha AXP (který má jinou architekturu i instrukční sadu), a jazyk byl přejmenován na VMS Macro, OpenVMS Macro, případně Macro-64. Na rozdíl od většiny jiných překladačů pro procesory Alpha neprovádí tento překladač žádné optimalizace, aby se v maximální možné míře zachovala přímá kontrola programátora nad kódem.
Protože významná část operačního systému OpenVMS byla napsána v jazyce Macro-32, byl stejný postup uplatněn i po nástupu procesorů Intel Itanium, takže programy napsané v jazyce VAX Macro lze přeložit a spustit na všech procesorech, na kterých běží operační systém OpenVMS.
Od roku 2002 je operační systém OpenVMS spravován firmou Hewlett-Packard a jeho vývoj zabezpečuje firma VMS Software Inc. (VSI).